# معرفة (نحو)

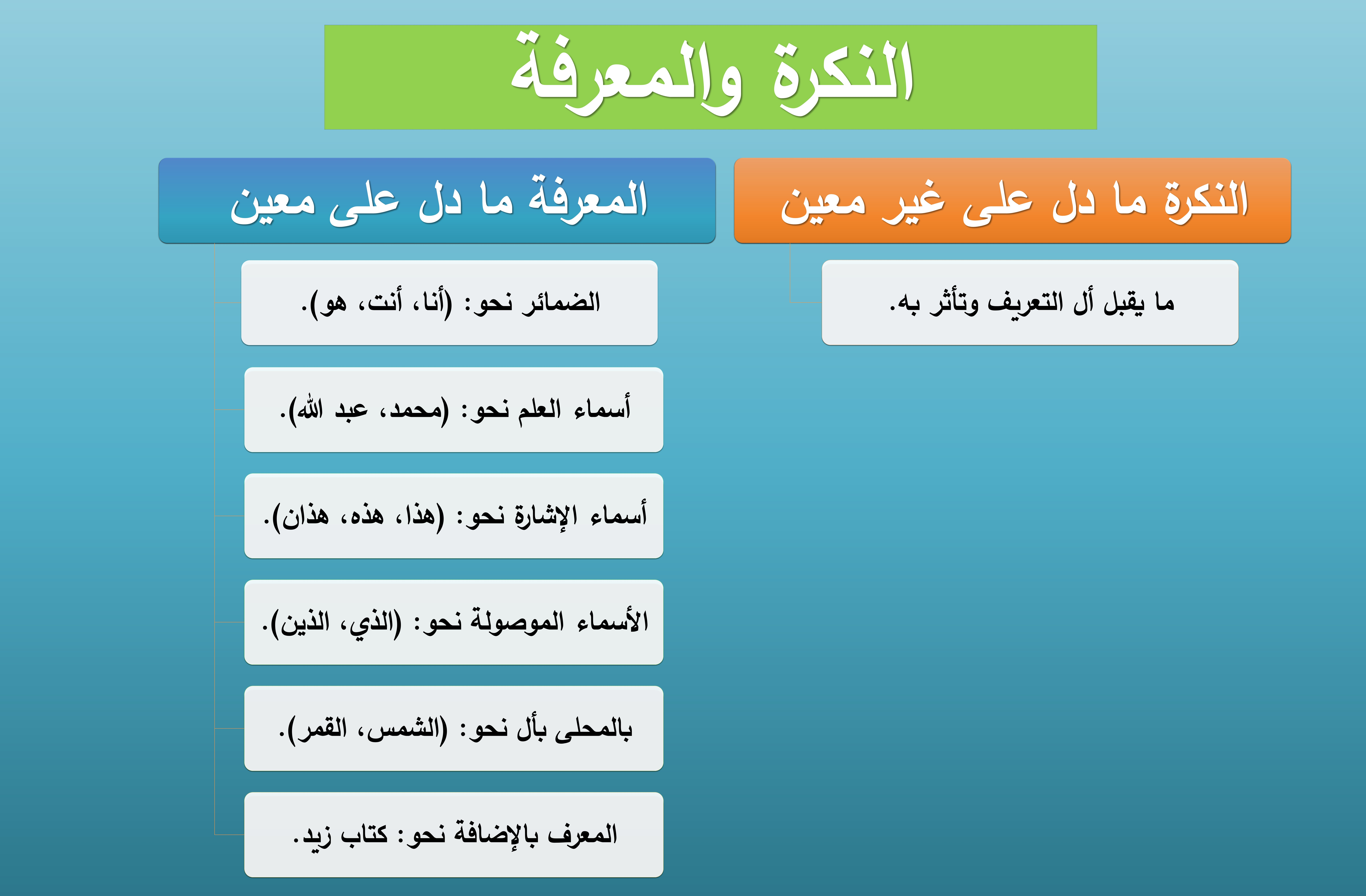
مخطط معلومات بياني، يختصر النكرة والمعرفة.

المعرفة هو ما دل على معين. ويقابله النكرة، والنكرة عكس المعرفة، فالنكرة والمعرفة اسمان متضادان، والنكرة هي الأصل على خلاف المعرفة، فالنكرة لا تحتاج إلى قرينة للدلالة على المعنى الذي وضعت له، بعكس المعرفة التي تحتاج إلى قرينة.

## حد المعرفة
اختلف النحويون في حد المعرفة، ولا تسلَمُ عبارة في حد المعرفة من استدراك؛ لهذا قال ابن مالك: «من تعرض لحَدِّ ‌المعرفة عجز عن الوصول إليه دون استدراك عليه، لأن من الأسماء ما هو معرفة معنى نكرة لفظًا، وعكسه، وما هو في استعمالهم على وجهين»، ومن أشهر الحدود للمعرفة:
- قال ابن جني: «وَأما الْمعرفَة فَمَا خص الْوَاحِد من جنسه»[2]،
- قال الزمخشري: «المعرفة ما دل على شيء بعينه».[3]
- قال ابن يعيش: «المراد بالمعرفة ما خَصَّ واحدًا من الجنس، لا يتناول غيرَه»[4]
- وقال ابن الحاجب: «المعرفة: ما وضع لشيء بعينه»[5]
- قال ابن مالك في «شرح الكافية الشافية»: ما ليس شائعًا في جنسه فهو معرفة.[6]
- وقال أبو حيان: «المعرفة هي الاسم الموضوع على أن يخص مسماه» وقيل: «المعرفة هي الذي عُلق في أول أحواله على أن يخص مسماه»، وقيل: «هي الاسم الموضوع على أن يخص الواحد من جنسه».[7]

والتعيين الذي يقصده النحاة إنما يتعلق بمعرفة المخاطَب لا المتكلم، لأن المتكلم قد يذكر ما هو معروف له ولا يعرفه المخاطبُ، فيكون نكرة كقول القائل: «في داري رجلٌ»، و«لي بستانٌ»، وهو يعرف الرجل والبستان.

### سبب الإشكال في حد المعرفة
قال ابن مالك: «من تعرض لحَدِّ ‌المعرفة عجز عن الوصول إليه دون استدراك عليه» وعلل ذلك بأن من الأسماء:
- ما هو معرفة معنى نكرة لفظًا، نحو: «كان ذلك عامًا أولَ وأولَ مِن أمسِ»، فإن مدلول كل واحد معين لا شياع فيه، ولكنهما لم يُستعملا إلا نكرتين.
- وما هو نكرة معنًى معرفة لفظًا، كـ«أسامة»، فإنه في اللفظ كـ«حمزة» في منع الصرف، والاستغناء عن الإضافة وأل، وفي وصفه بالمعرفة دون النكرة، واستحسان مجيئه مبتدأً وصاحب حال، وهو في الشياع كـ«أسد».
- وما هو في استعمالهم على وجهين كـ«واحد أُمِّهِ» و«عبد بطنه»، فأكثر العرب على أنهما معرفة بالإضافة، وبعض العرب يجعلهما نكرتين، ويدخل عليهما «رب»، وينصبهما على الحال، ذكر ذلك أبو علي. ومثلهما في إعطاء حكم ‌المعرفة تارة وحكم النكرة أخرى ذو أل الجنسية، فإنه مِن قِبَل اللفظ معرفةٌ، ومِن قِبَلِ المعنى لشياعه نكرةٌ، فلذلك يجوز أن يوصف بمعرفة اعتبارًا بلفظه وهو الأكثر، ويجوز أن يوصف بنكرةٍ اعتبارًا بمعناه نحو: «مررتُ بالرجل خيرٍ منك». وعلى ذلك حمل المحققون قوله تعالى ﴿وَءَایَةࣱ لَّهُمُ ‌ٱلَّیۡلُ ‌نَسۡلَخُ مِنۡهُ ٱلنَّهَارَ﴾ [يس:37] فجعلوا «نسلخ» صفة «الليل»، والجُمَل لا يُوصَف بها إلا النكرات.

قال ابن مالك: فإذا ثبت كون الاسم المعرفة بهذه المثابة، فأحسنُ ما يُبيَّن به ذكرُ أقسامه مستقصاة، ثم يقال: وما سِوى ذلك فهو نكرة.
وقد رد أبو حيان على ابن مالك في النوع الأول بأن حد المعرفة والنكرة إنما يكون بأصل وضع الكلمة، ولا يؤثر في كونها نكرة أن يتعين مدلولها بقرينة خارجية، ومثل لذلك بقول الله: ﴿إِنَّهُۥ لَقَوۡلُ ‌رَسُولࣲ ‌كَرِیمࣲ﴾ فإنه معين وهو محمد ﷺ، ومع ذلك لا يدعي أحد بأن «رسول كريم» معرفة، ورد على النوع الثاني بأنه معرفة مجازًا لمعاملة لفظه كلفظ المعرفة، ولا يختلف معناه عن النكرة. وعلى النوع الثالث بأن ذلك باعتبار تأويلين فمن تأوَّل «واحد أُمِّه» بـ«مُفرَد أمه»، و«عبد بطنه» بـ«خادم بطنه»، نكرهما لتأويلهما باسم الفاعل، ومن لم يتأولهما باسم الفاعل أقرهما على التعريف.

## المعرفة فرع والنكرة أصل
التنكير هو الأصل في الأسماء، والتعريف فرع فيها، وهذا هو قول جمهور النحاة، وعللوا ذلك بعلل منها:

### النكرة سابقة على المعرفة
وهو قول سيبويه حيث قال: «وأعلم أن النكرة أخفُّ عليهم من المعرفة، وهي أشدُّ تمكُّنا؛ لأنّ النكرة أولّ، ثم يَدْخلُ عليها ما تُعَرَّف به. فمن ثَمّ أكثرُ الكلام ينصرف في النكرة»
وقال أبو حيان في توضيح هذا القول: «وأعلم أن النكرة هي الأول، والمعرفة بعدها وطارئة عليها، هذا مذهب سيبويه؛ ألا ترى أن غلامًا تدخل عليه أل والإضافة، والمضمر اختصار تكرير المظهر، والمشار ناب مناب المظهر، فـ "هذا" استغني به عن: زيد الحاضر، ولذلك لا يتناول اسم الشخص إلا حاضرًا. ويدل على أنه في موضعه قولهم: يا هذا العاقل، برفع العاقل، ومن حيث اسم الإشارة مبنىٌ كان لا يجوز فيه إلا النصب لأنه ليس له لفظ ضم يحمل عليه، فلولا نيابته مناب ما يظهر فيه لفظ البناء المشبه للإعراب ما جاز الرفع في النعت»
وقال ابن يعيش: «واعلم أنّ ‌النكرة ‌هي الأصل، والتعريف حادثٌ؛ لأنّ الاسم نكرة في أوّلِ أمره مبهمٌ في جنسه، ثمّ يدخل عليه ما يُفْرِد بالتعريف، حتى يكون اللفظ لواحدٍ دون سائر جنسه، كقولك: "رجلٌ"، فيكون هذا الاسم لكلّ واحد من الجنس، ثمّ يحدث عهدُ المخاطب لواحدٍ بعينه، فتقول: "الرجلُ"، فيكون مقصورًا على واحد بعينه، فالنكرةُ سابقةٌ، لأنّها اسم الجنس الذي لكلّ واحد منه مثلُ اسم سائرِ أُمَّتِه، وضعه الواضعُ للفصل بين الأجناس، فلا تجد معرفةً إلَّا وأصلُها النكرة؛ إلَّا اسمَ الله تعالى؛ لأنّه لا شريكَ له سبحانه وتعالى، فالتعريفُ ثانٍ أُتي به للحاجة إلى الحديث عن كلّ واحد من أشخاص ذلك الجنس، إذ لو حُدّث عن النكرة، لَمَا علم المخاطُب عمَّن الحديثُ، ويزيد ما ذكرناه عندك وُضوحًا أنّ الإنسان حين يُولَد، فيُطلَق عليه حينئذ اسمُ رجل، أو امرأةٍ، ثمّ يُميَّز باللَّقَب، والاسم»
وذهب الكوفيون وابن الطراوة إلى التفصيل خلافًا لسيبويه، فقالوا: من الأسماء ما التعريف فيه قبل التنكير، نحو: مررت بزيد وزيدٍ آخر، فحالة التنكير لـ (زيد) هنا بعد حالة التعريف. ومنها ما لا يفارقه التعريف أصلًا كالمضمرات. ومنها ما التنكير فيه قبل التعريف كما قال سيبويه.
ورد عليهم أبو علي الفارسي فقال: «لم يلتفت سيبويه هنا في التعريف والتنكير إلا إلى حال الوجود لا ما تخيله الكوفيون وابن الطراوة، وإذا نظر إلى حال الوجود كان التنكير قبل التعريف صحيحًا لأن الأجناس هي الأول ثم الأنواع، ووضعهما على التنكير إذ كان الجنس لا يختلط بالجنس، والنوع لا يختلط بالنوع، والأشخاص هي التي حدث فيها التعريف لاختلاط بعضها ببعض بلا شك بعد الأنواع، فالذي قاله سيبويه صحيح، لا اعتراض عليه، إذ الذي حصل له التعريف تناوله النكرة قبل»

### النكرة لا تحتاج إلى قرينة في مدلولها
بخلاف المعرفة فإنها تحتاج إلى قرينة لمعرفة معناها، وما يحتاج فرع عما لا يحتاج.

## علامات المعرفة
علامة المعرفة امتناع دخول أل التي تفيد التعريف، وكذلك امتناع دخول (رُبَّ)، ووصفها بمعرفة نحو «جاءني الذي عندك العاقلُ» فـ«الذي» معرفة لوصفه بـ«العاقل» وهو معرفة، أو وقوعها وصفًا لمعرفة «جاءني الرجل الذي عندك» فـ«الذي» معرفة لوقوعه صفة للرجل.

## أقسام المعرفة
أقسام المعرفة سبعة:
1. الضمير نحو: «أنا، أنت، هو».
2. العلم نحو: «محمد، عبد الله، سيبويه».
3. اسم الإشارة نحو: «هذا، هذه، هذان، هاتان، هؤلاء».
4. الاسم الموصول نحو: «الذي، اللذين، الذين».
5. المعرف بأل نحو: «الرجل، البيت».
6. المعرف بالنداء نحو: «يا رجلُ أنقذني». وأكثر النحويين يغفلون ذكر هذا القسم في المعارف، ذكره ابن مالك في الكافية الشافية[6] والتسهيل ولم يذكره في الألفية.
7. المضاف إلى معرفة من أحد الأنواع السابقة نحو: (كتاب زيد).[14][15][16]

وأكثر النحويين كالزمخشري يجعل أقسام المعرفة خمسة، فيغفلون المعرف بالنداء، ويعبرون بالاسم المبهم عن اسم الإشارة والموصول، ثم يقولون: الاسم المبهم على قسمين: اسم إشارة واسم موصول.، والمراد بالإبهام وقوعها على كل شيء من حيوان وجماد وغيرهما، ولا تخص مسمى دون مسمى، وليس المراد به التنكير لأنها معارف.
وذهب بعض النحويين كالأخفش إلى أن اسم الموصول تابع للمعرف بأل، حيث أن أكثر الموصولات فيها أل وما لم يكن فيه أل فهو يقوم مقام ما فيه أل.

### الضمير
الضمير: عبارَة عَمَّا دلّ على مُتَكَلم كـ«أنا» أَو مُخَاطب كَـ«أَنْت» أَو غَائِب كَـ«هُوَ».
والضمائر تنقسم إلى قسمين:
- ضمائر منفصلة: وهي ما يَصحُّ الابتداءُ به، كما يصحُّ وقُوعهُ بعد «إلاّ» على كلِّ حال. نحو: أنا مسلم، وما قام إلا أنا.[21] وتنقسم إلى:
  - ضمائر رفع وهي: «أنا» للمتكلم، و«أنتَ» بفتح التاء للمخاطب، و«هو» للغائب وفروعهن، ففرع ‌«أنا» هو «نحن»؛ لأن المتعدد فرع المفرد، وفرع «أنتَ» بفتح التاء أربعة وهي: «أنتِ» بكسر التاء، و«أنتما، وأنتم، وأنتن»؛ لأن المؤنث فرع المذكر، والمثنى والجمع فرع المفرد، وفرع «هو» أربعة أيضًا وهي: «هي وهما ‌وهم وهن»، وتعليله ما تقدم.[22]
  - ضمائر النصب وهي: «إيَّا» بتشديد الياء متصلًا بما يدل على المعنى المراد من تكلم وخطاب وغيبة وتذكير وتأنيث وإفراد وتثنية وجمع، فيكون حاصلها: «إياي» للمتكلم وحده، و«إيانا» للمتكلمين، و «إياكَ» بفتح الكاف للمخاطب المذكر، و«إياكِ» بكسر الكاف للمخاطبة المؤنثة، و«إياكما»، للمخاطبين المذكرين، و«إياكم» للمخاطبِين الذكور، و«إياكن» للمخاطبات الإناث، و«إياه» للغائب المذكر، و«إياها» للغائبة المؤنثة، و«إياهما» للغائبَين، و«إياهم» للغائبين الذكور، و«إياهن» للغائبات الإناث.[23]
- ضمائر متصلة: وهي ما لا يَصحُّ الابتداءُ به، كما لا يصحُّ وقُوعهُ بعد «إلاّ» في الاختيار، وفالمرفوع: «قُمْتُ، قُمنا، قُمتِ، قُمتما، قُمتم، قُمتُنّ، قامَ، قامَتْ، قامَا، قاموا، قُمْنَ»، والمنصوب: «أكْرَمَنِي، أكْرَمَنا، أكْرَمَكَ، أكْرَمَكِ، أكْرَمَكُما، أكرمَكُم، أكرَمَكُنّ، أكرَمَهُ، أكرَمَهَا، أكْرَمَهُما، أكْرَمَهُم، أكرَمَهُنّ»، والمجرور: «غلامي لي، غلامنا لنا، غلامكَ لكَ، غلامكِ لكِ، غلامكما لكما، غلامكم لكم، غلامكنَ لكنَ، غلامه له، غلامها لها، غلامهما لهما، غلامهم لهم، غلامهنّ لهنّ».[24]

واختُلِف في ضمير الغائب إن عاد إلى نكرة هل يكون معرفة أم نكرة، فأكثر النحويين على أنه معرفة، وذهب بعض النحويين إلى أنه نكرة بدعوى أنه لا يخصص من عاد عليه من أمته، قال أبو حيان: «والصحيح الأول لأنه يخصص من حيث هو مذكور، وكذلك في المعرفة لأن الضمير العائد إليها إنما خصصها من أمته كون المدلول سبق له التعريف، فتعيين الضمير لمفهوم المعرفةِ إنما هو بالعرض، وهو كونه عاد على معرفة، فقد اشتركت النكرة والمعرفة في أن تخصيص الضمير لهما إنما هو من حيث عاد على مذكور. ويدل على ذلك أن العرب جعلت الحال منه على جهةِ القوةِ، نحو: مررت برجلٍ معه صقر صائدًا به، فصاحب الحال هو الضمير في «معه»، وعاد على نكرةٍ».

### العَلَم
العلم هو اسم يعين مسماه تعيينًا مطلقًا، وهي ينقسم باعتبار تشخص مسماه إلى:
- علم شخصي: كزيد، وعمرو، وخديجة، ومكة، وشذقم ، وأُحُد، وأنف الناقة، وأبي بكر. وعلي
- علم جنسي: كأسامة للأسد، وثعالة للثعلب، وذؤالة للذئب، وأم عِرْيَط للعقرب. وهو في معناه كالنكرة بحث يصدق على كل أفراد جنسه، وفي أحكامه كالمعرفة.[27]

### اسم الإشارة
ألفاظ الإشارة هي:
- للمفرد المذكر: «ذا».
- للمفرد المؤنث: ذي، وتِي، وذِهِ، وتِهِ، وذِهْ، وتِهْ، وذاتِ، وتَا.
- وللمثنى: ذان وتان في حالة الرفع، ذين وتين في حالتي النصب والجر.
- وللجمع: أولاء، وأولى.[28]

### الاسم الموصول
وهو نوعان:
- نص: الذي، التي، اللذان، واللتان، وفي حالتي النصب والجر: اللذين واللتين، والذين، واللاتي واللواتي، واللائي، والأولى.
- ومشترك: مَن، ومَا، أل، ذا، وأيُّ، ذو الطائية.[29]

اختُلِف في المعرف للموصول: فذهب أبو علي الفارسي إلى أنه تعرف بالعهد الذي في الصلة، وذهب أبو الحسن الأخفش إلى أنه تعرف بأل، وما ليس فيه أل فهو في معنى ما فيه أل، وأما «أيهم» فإنه تعرف بالإضافة. واستدل الفارسي بوجود «من» و«ما» ونحوهما من الموصولات، وأجيب بأنها في معنى ما فيه أل، ورد مذهبه أيضًا بأن الصلةَ تتنزل من الموصول منزلة الجزء منه، فكما أن جزء الشيء لا يعرف الشيء، كذلك ما تتنزل منزلته.

### المعرف بالنداء
والمقصود به النكرة المقصودة، اختُلف في المعرف له، فقال جماعة من النحويين بأن المُعَرِّف له «أل» حذفت لفظًا وبقيت معنًى، كما بقي معنى الإضافة في نحو قول الله ﴿‌وَكُلࣰّا ‌ضَرَبۡنَا لَهُ ٱلۡأَمۡثَٰلَ﴾ [الفرقان:39] لأن «أل» لا تجتمع مع حرف النداء، وأن حرف النداء ناب منابها، ولذلك عدُّوا هذا القسم من المعرف بأل، ونَصَر هذا القول أبوحيان، وقال آخرون بل التعريف بالمواجهة والإشارة إليه، وإذا كانت الإشارة دون مواجهة معرِّفة لاسم الإشارة فأن تكون معرِّفة ومعها مواجهة أولى وأحرى. قال ابن مالك: وهذا المعنى مفهوم من ظاهر قول سيبويه وهو أظهر وأبعد عن التكلف.

## الأسماء المختلف فيها
قال ابن مالك: وقد ألحق ابن كيسان بالمعارف «مَنْ وما» الاستفهاميتين، نظرًا إلى أن جوابهما يكون معرفة، والجواب يكون مطابقًا للسؤال، فإذا قيل: مَنْ عندَك؟ فجوابه: زيد، ونحوه. وإذا قيل: ما دعاك إلى كذا؟ فجوابه: لقاؤك، أو نحوه. فدل تعريف الجواب على تعريف المجاب.
وهذا ضعيف لوجهين: أحدهما: أن تعريف الجواب غير لازم، إذ لمن قيل له: من عندك؟ أن يقول: رجل من بني فلان. ولمن قيل له: ما دعاك إلى كذا؟ أن يقول: أمرٌ مهم.
والثاني: أنّ «مَنْ وما» في السؤالين قائمان مقام: أي إنسان؟ وأي شيء؟ وهما نكرتان، فوجب تنكير ما قام مقامهما. والتمسك بهذا أقوى من التمسك بتعريف الجواب، لأن تطابق شيئين قائم أحدهما مقام الآخر ألزم وآكد من تطابق الجواب والسؤال. وأيضا فالتعريف فرع، فمن ادعاه فعليه الدليل بخلاف ادعاء التنكير

## رتبة المعارف
تتفاوت المعارف في التعريف فبعضها أعرف من بعض وإن اشتركت في أصل التعريف، فكلما كان الاسم أخص كان أعرف.
واختلف النحويون في ترتيب رتب المعارف، وقول أكثر النحاة: أعرف المعارف: الضمير ثم العلم ثم اسم الإشارة ثم الاسم الموصول ثم المعرف بأل. وهو قول سيبويه. وحجتهم أن الضمير لا اشتراك فيه لتعيُّنِه بما يعود إليه، ولذلك لا يوصف ولا يوصف به، ولكن العلم ليس كذلك فإنه يقع فيه الاشتراك، ويميز بالصفة. وللنحاة مذاهب أخرى في هذه المسألة:
- فذهب جماعة إلى أن أعرف المعارف العلم ثم الضمير، نسب ابن يعيش هذا القول إلى الكوفيين وأبي سعيد السيرافي، واختاره أبوحيان ونسبه أيضًا إلى الصيمري،[34] واحتجوا بأن العلم لا اشتراك فيه في أصل الوضع، أي أنه جزئي وضعًا واستعمالًا، ولكن الاشتراك عارض، فلا أثر له، وأن باقي المعارف كليات وضعًا جزئيات استعمالًا، فمثلاً ضمير المتكلم «أنا» يصلح لكل متكلم، فهو كليٌّ وضعًا، لكن إذا استُعمِلَ فإنه يخصُّ المتكلم وحده، فيكون جزئيًّا استعمالًا، وقد يعود ضمير الغائب إلى مذكور نكرة فيكون نكرة أيضًا على حسب ما يرجع إليه، وتدخل عليه «رب» من قولهم: «رُبَّهُ رجلًا»،[33] وكذلك أسماء الإشارة كلية وضعًا فـ«ذا» يصلح لكل مشار إليه مفرد مذكر، فإذا استعمل تعيَّن في واحد.[34]
- وذهب أبو بكر بن السراج إلى أن المبهم أعرف المعارف ثم الضمير ثم العلم واحتج بأن اسم الإشارة يتعين بشيئين بالعين والقلب وغيره يتعين بشيء واحد وهو القلب لا غير. قال ابن يعيش: «وهو ضعيف؛ لأنّ التعريف أمرٌ راجِعٌ إلى المخاطب دون المتكلّم، وما ذكره يرجع إلى معرفة المتكلّم، وأمّا المخاطبُ، فلا عِلْمَ له بما في نفس المتكلّم».[33]
- ونسب ابن مالك إلى الكوفيين أن اسم الإشارة أعرف من العلم، ونسبه أبو حيان إلى الفراء وابن السراج وابن كيسان، قال ابن مالك: «ولهم في ذلك شبهتان: إحداهما: أن اسم الإشارة ملازم للتعريف غير قابل للتنكير، والعلم بخلاف ذلك، فكان تعريفه دون تعريف اسم الإشارة، والثانية: أن تعريف اسم الإشارة حسي وعقلي، وتعريف العلم عقلي لا غير، وتعريفٌ من جهتين أقوى من تعريف من جهة والجواب عن الأولى أن يقال: لزوم الشيء معنى لا يوجب له مزية، فيتعرف بالإضافة مع عدم لزومه لها، ولم يتعرف «غيرك» بها مع لزومه لها، كما ثبت للجميع على الجماء في قولهم: جاءوا الجماءَ الغفيرَ، بحيثُ عدَّ الجميع معرفة غير مؤولة بنكرة مع عدم لزوم الألف واللام، وأول الجماء الغَفير بنكرة مع لزوم الألف واللام. والجواب عن الثانية أن يقال: المعتبر في كون المعرفة معرفة الدلالة المانعة من الشياع، سواء حصل ذلك من جهة واحدة أو من جهتين. والمعتبر في ترجيح التعريف قوة منع الشياع وزيادة الوضوح، ومعلوم أن اسم الإشارة وإن عين المشار إليه حقيقته لا تستحضر به على التزام، ولذلك لا يستغني غالبا عن صفة تكمل دلالته، بخلاف العلم، لا سيما علم لم تعرض فيه شركة، كإسرائيل وطالوت وأُدَد ونِزار ومكة ويثرب»[35]
- ونسب ابن مالك إلى ابن كيسان أن المعرف بأل أعرف من الموصول وشبهته أن ذا الأداة يوصف بالموصول كقوله تعالى (قل من أنزل الكتاب الذي جاء به موسى) والموصوف به إما مساو وإما دون الموصوف، ولا قائل بالمساواة، فثبت كون الذي أقل تعريفا من الكتاب. والجواب أن نقول: لا نسلم كون الذي في الآية صفة، بل هو بدل أو مقطوع على إضمار فعل ناصب أو مبتدأ، وعلى تقدير كون الذي صفة فالكتاب علم بالغَلَبة، لأن المَعْنيِّين بالخطاب بنو إسرائيل، وقد غلب استعمال الكتاب عندهم مرادا به التوراة، فألحق في عرفهم بالأعلام، فلا يلزم من وصفه بالذي جواز وصف غيره مما لم يلحق بالأعلام. وبالجواب الأول يجاب من أورد نحو قوله تعالى (لا يصْلاها إلا الأشقى* الذي كذَّب وتولى* وسيُجنَّبها الأتقى* الذي يُؤتي ماله يتزكى) وقد تقدمت الإشارة إلى أن الموصول قد تتضح صلته وضوحا تجعله في رتبة العلم، ولا يكون ذلك في ذي الأداة غالبا إلا إذا عرض له ما عرض «للنَّجم والصَّعِق» من الغلبة الملحقة بالأعلام الخاصة.[35]
- وقال ابن مالك: وأمكنها في التعريف ضمير المتكلم، لأنه يدل على المراد بنفسه، وبمشاهدة مدلوله، وبعدم صلاحيته لغيره، وبتميز صوته. ثم ضمير المخاطب لأنه يدل على المراد بنفسه، وبمواجهة مدلوله. ثم العلم لأنه يدل على المراد به حاضرًا وغائبًا على سبيل الاختصاص. ثم ضمير الغائب السالم من إبهام نحو: زيد رأيته. فلو تقدم اسمان وأكثر نحو: قام زيد وعمرو كلمته، لَتطرَّق إليه إبهام ونقص تَمَكُّنهُ في التعريف. ثم المشار به والمنادى وهما متقاربان. ثم الموصول، وهو بحسب صلته، فيكمل تعريفه بكمال وضوحها وينقص بنقصانها. ثم المعرَّفُ بالأداة، والمعرَّف بالإضافة بحسب المضاف إليه.[36] وجَعْلُ العلم مقدمًا على ضمير الغائب لا يُعرَف عن أحد من النحويين غيره.[37][38]

وقال ابن يعيش:
وأسماء الإشارة أعرفُ ممّا فيه أل لِنفس السبب، فالمعرف بأل أبهمُ المعارف وأقربُها من النكرات، ولذلك قد نُعِتَتْ بالنكرة كقولك: «إنّي لأمرُّ بالرجل غيرِك، فيَنْفَعُني، وبالرجل مِثْلِك، فيُعْطِيني»؛ لأنّك لا تقصد رجلاً بعينه.
ويدلّ على ذلك أن من المعرَّف بأل ما يستوي في معناه مع ما المجرد منها، نحو: «شربت ماءً والماء»، و«أكلتُ خُبْزًا والخبزَ»؛ ولذلك امتنع أن يُنعَت ما فيه الألفُ واللام بالمبهم.
وأمّا المضاف، فيُعتبر أمره بما يضاف إليه، فحكمُ المضاف حكمُ المضاف إليه، فإذًا ما أضيف إلى المضمر أعرفُ ممّا أضيف إلى العلم، وما أضيف إلى العلم أعرف ممّا أضيف إلى المبهم، وما أضيف إلى المبهم أعرف ممّا أضيف إلى المعرف بأل. فعلى هذا لا تصف العلم بما أضيف إلى المضمر، فلا تقول: «مررت بزيدٍ أخيك» على الوصف، ويجوز على البدل، ولا تصف المبهم بما أضيف إلى ضميرٍ أو عَلَمٍ، فلا تقول: «مررتُ بهذا أخيك، أو صاحبِ عمرو» على النعت، ولا تصف المعرف بأل بما أضيف إلى غير المعرف بها.
واختُلِف في رتبة المضاف إلى معرفة:
- فقال جمهور النحاة: إنه برتبة ما أضيف إليه إلا المضاف إلى الضمير فإنه في رتبة العلم.
- وقال جماعة: إنه برتبة ما أضيف إليه مطلقًا.[3] وأوردوا على هذا القول قولهم: «مررت بزيد أخيك»، فإن كان المضاف إلى الضمير مثله في التعريف وقد وصف به العلم فلا أقل أن يكون مساويًا.[40]
- وقال أبو العباس المبرد: إن كل مضاف إلى واحد من المعارف فإنه دون رتبة ما أضيف إليه، ورُدَّ عليه بقول الله ﴿وَوَاعَدْنَاكُمْ ‌جَانِبَ ‌الطُّورِ الْأَيْمَنَ﴾ [طه:80] حيث وصف المضاف إلى المعرف بأل (وهو: جانب الطور) بالمعرف بأل (وهو: الأيمن)، والقاعدة أن الصفة لا تكون أعرف من الموصوف، وكذلك قول الشاعر:

حيث وصف (تيس الظباء) وهو مضاف إلى معرف بأل بمعرف بأل هو (الأعفر). وقول الشاعر:
حيث وصف (خدروف الوليد) وهو مضاف إلى معرف بأل بمعرف بأل وهو (المثقب).
- ومنهم من جعله المضاف دون المضاف إليه في التعريف إلا المضاف إلى المعرف بأل فإنه في رتبته.[40]

### معلومات المصادر كاملة
- سيبويه (1408هـ). عبد السلام هارون (المحرر). الكتاب (ط. الثالثة). مكتبة الخانجي، القاهرة.
- أبو الفتح عثمان بن جني الموصلي. فائز فارس (المحرر). اللمع في العربية. دار الكتب الثقافية - الكويت.
- ابن يعيش، يعيش بن علي بن يعيش ابن أبي السرايا محمد بن علي، أبو البقاء (1422هـ). إميل بديع يعقوب (المحرر). شرح المفصل للزمخشري (ط. الأولى). دار الكتب العلمية، بيروت.
- ابن الحاجب، جمال الدين بن عثمان بن عمر بن أبي بكر المصري الإسنوي المالكي (2010). صالح عبد العظيم الشاعر (المحرر). الكافية في علم النحو (ط. الأولى). مكتبة الآداب - القاهرة.
- ابن مالك، جمال الدين أبو عبد الله محمد بن عبد الله بن مالك الطائي الجياني (1402هـ). عبد المنعم أحمد هريدي (المحرر). شرح الكافية الشافية (ط. الأولى). جامعة أم القرى مركز البحث العلمي وإحياء التراث الإسلامي - مكة.
- ابن مالك، جمال الدين أبو عبد الله محمد بن عبد الله بن مالك الطائي الجياني (1410هـ). د. عبد الرحمن السيد، د. محمد بدوي المختون (المحرر). شرح تسهيل الفوائد (ط. الأولى). هجر للطباعة والنشر والتوزيع والإعلان.
- ناظر الجيش، محمد بن يوسف بن أحمد، محب الدين الحلبي ثم المصري (1428 هـ). علي محمد فاخر وآخرون (المحرر). تمهيد القواعد بشرح تسهيل الفوائد (ط. الأولى). دار السلام - القاهرة. {{استشهاد بكتاب}}: تحقق من التاريخ في: |سنة= (مساعدة)
- أبو حيان الغرناطي (1418 هـ). د. حسن هنداوي (المحرر). التذييل والتكميل في شرح كتاب التسهيل (ط. الأولى). دار القلم - دمشق. {{استشهاد بكتاب}}: تحقق من التاريخ في: |سنة= (مساعدة)
- ابن هشام الأنصاري (1440هـ). جابر بن عبد الله بن سريِّع السريِّع (المحرر). حاشيتان من حواشي ابن هشام على ألفيَّة ابن مالك. الجامعة الإسلامية بالمدينة المنورة.
- ابن هشام الأنصاري (1442هـ). أبو بلال الحضرمي (المحرر). شرح قطر الندى وبل الصدى (ط. الثانية). دار الآثار - صنعاء.
- مصطفى بن محمد سليم الغلاييني (1414 هـ). جامع الدروس العربية (ط. الثامنة والعشرون). المكتبة العصرية - بيروت. {{استشهاد بكتاب}}: تحقق من التاريخ في: |سنة= (مساعدة)